# Thomas Stanley (1er comte de Derby)
Pour les articles homonymes, voir Thomas Stanley.
Titres
Roi de Man et baron Stanley
20 février 1459 – 29 juillet 1504
(45 ans, 5 mois et 9 jours)
Comte de Derby
27 octobre 1485 – 29 juillet 1504
(18 ans, 9 mois et 2 jours)
Thomas Stanley (1435 – 29 juillet 1504), noble anglais, 1er comte de Derby, roi de l'île de Man, est un important baron anglais.

## Biographie
Il est le fils de Thomas Stanley, 1er baron Stanley, et de Joan Goushill, fille de sir Robert Goushill et d'Elizabeth FitzAlan, fille de Richard FitzAlan, 11e comte d'Arundel. Après la mort de son père en 1460, Stanley hérita de ses titres, dont celui de roi de l'île de Man et de baron Stanley. 
Stanley était un homme avisé qui parvint à conserver la confiance des rois qui se succédèrent durant la guerre des Deux-Roses, jusqu'à sa mort en 1504. Son mariage avec Eleanor, sœur de Richard Neville, comte de Warwick, ne lui causa pas de tort, même après que Warwick fut évincé du pouvoir. Stanley épousa alors en juin 1472 Margaret Beaufort, dont le fils, Henry Tudor, fut le premier souverain anglais de la dynastie des Tudors.
Richard III d'Angleterre accorda sa confiance à Thomas Stanley et à son frère, William, même après avoir fait emprisonner Thomas quelque temps en juin 1483, le soupçonnant de conspiration. À la bataille de Bosworth (22 août 1485), les frères Stanley le trahirent, se ralliant à Tudor au moment crucial. On prétend que c'est Thomas qui ôta la couronne de la tête de Richard et la déposa sur celle de son propre beau-fils, Henry. En récompense, il fut élevé comte de Derby le 27 octobre 1485. 
En 1490, il fit construire le château de Greenhalgh.
Son frère William ne connut pas un sort aussi glorieux. En 1495, soutenant le prétendant au trône Perkin Warbeck, il fut exécuté pour trahison.

## Descendants
Parmi les descendants de Thomas Stanley et d'Eleanor (Alainor) Neville, citons George Stanley, Edward Stanley, quatorzième comte de Derby, ainsi que James Stanley. Eux tous descendent également des mêmes Beaufort et de Jean de Gand, ainsi que du beau-fils de Stanley, le futur Henry VII d'Angleterre.
Signalons aussi que Thomas Stanley est un des ancêtres de John Lennon.